# Alexandre Brasseur
Pour les articles homonymes, voir Espinasse et Brasseur.
 (décembre 2020).
Si vous disposez d'ouvrages ou d'articles de référence ou si vous connaissez des sites web de qualité traitant du thème abordé ici, merci de compléter l'article en donnant les références utiles à sa vérifiabilité et en les liant à la section « Notes et références ».
Alexandre Espinasse, dit Alexandre Brasseur, est un acteur français né le 29 mars 1971 à Neuilly-sur-Seine.

## Biographie
Alexandre Brasseur naît à Neuilly-sur-Seine, de l'acteur Claude Brasseur et de Michèle Cambon. Ses grands-parents paternels sont l’acteur Pierre Brasseur et Odette Joyeux. Son oncle est le sénateur Christian Cambon. Il suit les cours de l'école du cirque d'Annie Fratellini[Quand ?][Où ?].

### Carrière
Alexandre Brasseur joue dans plusieurs séries télévisées, incarnant l'inspecteur Lachenal dans Maigret et le lieutenant Guérand dans Le juge est une femme. Il s'illustre au théâtre, notamment dans La Locandiera de Carlo Goldoni, aux côtés de Cristiana Reali.
Il participe à la série Canal + Le Bureau des légendes durant les saisons 1, 2 et 5, entre 2015 et 2020.
Il joue le rôle de François Spontini dans Joséphine, ange gardien.
À partir de juillet 2017, il joue dans la série Demain nous appartient sur TF1, auprès d'Ingrid Chauvin.

## Filmographie
Sauf indication contraire, les informations mentionnées dans cette section peuvent être confirmées par la base de données cinématographiques IMDb,  présente dans la section « Liens externes ».

### Cinéma

#### Longs métrages
- 1992 : Le Souper d'Édouard Molinaro : le premier badaud
- 1993 : Les Ténors de  Francis de Gueltzl : l'agent
- 1998 : Le Plus Beau Pays du monde de Marcel Bluwal : le premier assistant
- 2004 : Malabar Princess de Gilles Legrand : Gérard
- 2004 : Les Textiles de Franck Landron : Olivier
- 2004 : Le Plus Beau Jour de ma vie de Julie Lipinski : Paul
- 2005 : Quand les anges s'en mêlent de Crystel Amsalem : David
- 2011 : La Croisière de Pascale Pouzadoux : l'amant de Camille
- 2012 : Nos plus belles vacances de Philippe Lellouche : Guilois fils
- 2014 : Colt 45 de Fabrice Du Welz : Commandant Martial Ricaud

#### Courts métrages
- 1994 : Rue des Morillons de Franck Esposito et Stéphane Robelin
- 1995 : Enculé ! de Franck Esposito et Stéphane Robelin
- 1995 : Le Dimanche à midi de Luc Gallissaires
- 1996 : Pile ou face de Franck Esposito et Stéphane Robelin
- 1997 : Affaire classée de Luc Gallissaires : Léo
- 1998 : Ces corps s'écorchent de Franck Esposito
- 1999 : La Courte Échelle avec Serge Lama, de Thierry Poirier, d'après une nouvelle de Gédéon Picot (diffusion France 3[2]).
- 2006 : L'Homme au Zippo d'Hugues Deniset
- 2016 : L'En-vie d'Aline Gaillot : Jacques, jeune
- 2018 : Rêve de fer de David Fakrikian : Daniel

### Télévision

#### Téléfilms
- 1994 : Parfum de meurtre de Bob Swaim : le petit-ami
- 1995 : Ce que savait Maisie d'Édouard Molinaro : le valet
- 1997 : Georges Dandin de Molière de Jean-Claude Brialy : Lubin
- 2002 : La Bataille d'Hernani de Jean-Daniel Verhaeghe : Victor Hugo
- 2005 : Jaurès, naissance d'un géant de Jean-Daniel Verhaeghe : Roger Calmel
- 2008 : Mon père avait raison de Bernard et Emmanuel Murat : Charles Bellanger / Maurice Bellanger
- 2009 : Le temps est à l'orage de Joyce Buñuel : Lionel
- 2012 : De filles en aiguilles de Jacques Décombe : Mac
- 2013 : Une femme dans la Révolution de Jean-Daniel Verhaeghe : Bertrand Barère
- 2021 : Emma Bovary de Didier Bivel : Senard
- 2022 : En plein cœur de Bruno Garcia : Gimenez
- 2022 : Meurtres à Pont-Aven de Stéphane Kappes : Antoine Le Mezec
- 2024 : Le Vent des sables de Stéphane Kappes : Yannick Berthomé

#### Séries télévisées
- 1997 : Maître Da Costa (épisode Le Doigt de Dieu)
- 1997 : Le Juste (épisode En transit vers l'espoir)
- 1999 : Tramontane : Anthony (épisode 3)
- 1999-2002 : Maigret : l’inspecteur Paul Lachenal
- 2002 : La Liberté de Marie : Olivier
- 2003 : Les Thibault : Mithoerg
- 2003-2006 : Alice Nevers : le juge est une femme : Lieutenant Guérand (saisons 2-5)
- 2005 : La Crim' : Thierry Cordelier  (épisode Effets secondaires)
- 2006 : Tombé du ciel : Patrick
- 2008 : Duval et Moretti : l'inspecteur David Moretti
- 2010 : La Maison des Rocheville : Charles-Henri de Rocheville / Victor de Rocheville
- 2010 : Diane, femme flic : Pierre Rocca (épisode Voir Bollywood et mourir)
- 2012 : RIS police scientifique : Laurent Melville (épisode Le Revenant)
- 2013 : Commissaire Magellan : Decker (saison 1, épisode 13 : Chaud devant)
- 2014 : Camping Paradis : Simon (saison 6, épisode 3 : Un coach au paradis)
- 2014 : Le Sang de la vigne : Francis Ollier (épisode Massacre à la sulfateuse)
- 2015 : Presque parfaites : Olivier
- 2015 : Joséphine, ange gardien : François Spontini (saison 16, épisode 19 : Carpe Diem)
- 2015 : Nos chers voisins : Jean-François (épisode spécial : Nos chers voisins fêtent la nouvelle année)
- 2015-2020 : Le Bureau des légendes : Pépé (saisons 1-2 et 5)
- 2016 : Cherif : Stéphane (saison 3, épisode 5 : Un ami d'enfance)
- 2016 : The Collection : Victor
- depuis 2017 : Demain nous appartient : Alexandre « Alex » Bertrand
- 2019 : La Stagiaire : Stéphane Da Costa (épisode Impartiale)
- 2020 : Ici tout commence : Alexandre « Alex » Bertrand (épisodes 40 et 58)
- 2021 : Tropiques criminels : Laurent Lebrun (saison 2, épisode 1 : Sainte-Luce)
- 2021 : Face à face de July Hygreck et Julien Zidi

## Théâtre
- 1995 : Viens chez moi j'habite chez une copine de Didier Kaminka et Luis Rego, mise en scène Jean-Luc Moreau, Théâtre Rive Gauche
- 1996 : Crime et châtiment de Fiodor Dostoïevski, mise en scène Jean-Claude Idée, Théâtre Mouffetard
- 1997 : Cyrano de Bergerac d'Edmond Rostand, mise en scène Jérôme Savary, Théâtre national de Chaillot
- 1999 : La Cerisaie d'Anton Tchekhov, mise en scène Georges Wilson, Espace Pierre Cardin
- 2000 : Joyeuses Pâques de Jean Poiret, mise en scène Bernard Murat, Théâtre des Variétés
- 2005 : La Locandiera de Carlo Goldoni, mise en scène Alain Sachs, Théâtre Antoine
- 2007-2008 : Mon père avait raison de Sacha Guitry, mise en scène Bernard Murat, théâtre Édouard VII (300e présentation fin juin 2008)
- 2011 : De filles en aiguilles de Robin Hawdon, mise en scène Jacques Décombe, Théâtre de la Michodière
- 2013 : Toutes les dates de naissance et de mort de Régis de Martrin-Donos, mise en espace de Gilbert Désveaux, tournée
- 2013 : Crime sans ordonnance de William Link et Richard Levinson, mise en scène Didier Caron, tournée
- 2014 : Georges et Georges d'Éric-Emmanuel Schmitt, mise en scène Steve Suissa, Théâtre Rive Gauche
- 2016 : Brasseur et les Enfants du paradis de et mise en scène Daniel Colas, Festival de Figeac et tournée puis Théâtre du Petit-Saint-Martin à Paris
- 2019 : Les Funambules de et mise en scène Daniel Colas, festival off d'Avignon
- 2024 : Un grand cri d'amour de Josiane Balasko, mise en scène Eric Laugérias, tournée

## Distinctions
- 2007 : Prix Raimu de la révélation théâtrale.